# 에바 그리말디

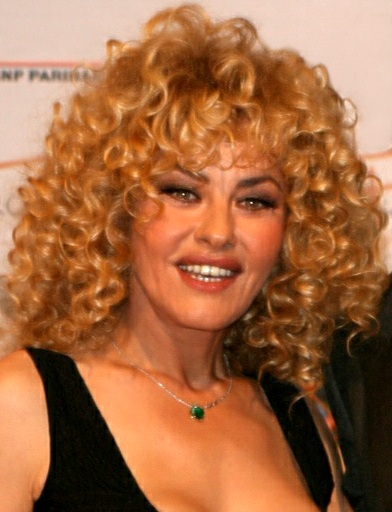

에바 그리말디(Eva Grimaldi, 1961년 9월 7일 ~ )는 이탈리아의 배우, 모델, 연극 배우, 영화배우이다.
베로나에서 태어났다.

## 영화
- 수호천사 (1995년)
- 여자의 향 (1990년)
- 블랙 선데이 (1989년)
- 파가니니 (1989년)
- 육체의 약속 (1988년)
- 래트맨 (1988년)
- 단눈치오 (1987년)